# Fabrice Olinga
Fabrice Olinga Essono (Duala, Camerún, 12 de mayo de 1996) es un futbolista camerunés, juega como centrocampista y su equipo es el F. C. Botoșani de la Liga I.

## Trayectoria

### Málaga C. F.
Olinga, que pertenecía a la Fundación Samuel Eto'o, llegó a España para unirse a la cantera del R. C. D. Mallorca en la temporada 2009-10. Poco después de su llegada, fue descubierto por el director de la Academia de Málaga C. F., Manuel Casanova, quien lo invitó a unirse al Atlético Malagueño, donde jugó un papel fundamental durante la Copa del Rey Juvenil 2012, alcanzando el equipo la final por primera vez, partido que no pudo disputar al estar sancionado.
En el primer partido del Málaga C. F. de la temporada 2012-13 frente al Celta de Vigo en el Estadio de Balaídos, debutó con el primer equipo en el minuto 58 de partido, marcando el único gol del partido en el minuto 83 y convirtiéndose así en el jugador más joven de la historia de la Liga en marcar un gol con 16 años y 98 días. Además se convirtió en el quinto jugador más joven de la historia en debutar en Primera División.

### Apollon Limassol/Waregem
En enero de 2014 quedó desvinculado por completo del Málaga C. F., que ingresó 500 000 euros tras vender sus derechos al Apollon Limassol de Chipre y se reservó un 10% de un futuro traspaso. Inmediatamente fue cedido al conjunto belga del SV Zulte Waregem.

## Selección nacional
El 2 de octubre de 2012 fue seleccionado para representar a su país en el partido de clasificación para la Copa de África 2013 contra Cabo Verde, en el que anotó su primer gol como internacional.

## Clubes
| Club                      | País     | Año       |
| ------------------------- | -------- | --------- |
| Málaga C. F.              | España   | 2012-2014 |
| Apollon Limassol          | Chipre   | 2014-2015 |
| SV Zulte Waregem (cedido) | Bélgica  | 2014      |
| U. C. Sampdoria           | Italia   | 2015      |
| F. C. Viitorul (cedido)   | Rumania  | 2015      |
| Royal Excel Mouscron      | Bélgica  | 2015-2021 |
| Rio Ave F. C.             | Portugal | 2022      |
| F. C. Botoșani            | Rumania  | 2023-     |

## Estadísticas

### Selección nacional

#### Goles como internacional absoluto
| 1. | 14 de octubre de 2012 | Estadio Ahmadou Ahidjo, Yaundé, Camerún | Cabo Verde | 2– 1 | 2–1 | Clasificación para la Copa Africana de Naciones de 2013 |